# Вень Чженмін
Вень Чженмін (*1470 — †1559) — відомий китайський живописець, каліграф та поет часів династії Мін.

## Життєпис
Народився у 1470 році у м. Чанчжоу (сучасне м. Сучжоу, провінція Цзянсу). Отримав гарну освіту. Його наставником у каліграфії став Лі Ін-чжень (1431–1493), тому в 1480-х роках, незважаючи на свій замкнутий характер, Вень Чженмін увійшов у гуртка Чжу Юньміна, який був тестем Лі Ін-Чженю. У 1523 році Вень Чженмін перебирається до Пекіна, де з успіхом складає іспит до Академії мистецтва. Незабаром в Академії отримує посаду дай-чжао. З цього моменту подальше життя було пов'язано з імператорським двором та Академією. За його задумом був побудований «Сад скромного чиновника», один з чотирьох прекрасних садів Китаю. Втім у 1527 році у зв'язку із смертю рідних пішов у відставку й повернувся додому. Після цього увесь час перебував у рідному місті, виконуючи замовлення із живопису. Помер у 1559 році.

## Живопис
Плідно працював у різних жанрах: хуа-няо («живопис квітів і птахів», включно мо чжу «бамбук, намальований тушшю»; жень-у («живопис фігур»), і шань-шуй («живопис гір і вод».
У живопису Вень Чженміна виділяється декілька стилістичних етапів: у молодості він часто працював у поліхромної техніці, створюючи декоративні твори; в середині життя майже повністю перейшов на монохромну техніку; а наприкінці — виробив індивідуальний стиль, відзначений простотою, природністю і глибиною змісту.
До найкращих творів Вень Чжен-міна в жанрі жень-у відноситься «Сян цзюнь Сян фу-жень ту» («Володарка річки Сян і пані річки Сян», 100,8 х35, 6 см, папір, фарби, 1517, Музей Гугун, Пекін), написана за мотивами легенди про двох красунь-сестер, які були дружинами досконалого государя давнини Шуня. Овдовівши, вони прийняли смерть від горя, кинувшись у води річки Сян (провінція Хунань), і тому шанувалися її божествами. Вень Чженмін запропонував творче рішення сюжету: на вільному тлі, де передається розрідженість порожнього простору, показані у зріст дві жінки в довгих шатах. Крихкість фігур, пастельні ніжно—рожеві тони шат, гранична лаконічність образотворчих засобів надають композиції романтичність і ліризм.
Прагнення знаходити оригінальні композиції, експериментувати з кольором, наочно виявляється і в «Сун ся гуань цюань ту» («Сидячи під соснами, милуються криницею», 248,2 x104, 6 см, папір, туш, Національний палацовий музей, Тайбей). Робота відрізняється від попередньої чіткістю структури: композиційним і змістовним центром виступає зображення двох друзів, що сидять біля струмка на різних його берегах. Задній план займають порослі соснами і листяні дерева гори; виходячи на передній план у лівій частині сувою, кам'яні брили немов химерно трансформуються в кряжисті деревні стовбури. Картина витримана у холодних блідо—блакитних і зеленуватих тонах, які надають композиції атмосферу примарного бачення.
У більшості робіт структурна чіткість і щільність заповнення простору поєднуються з інтенсивністю кольору і навмисною архаизацией зображень, прикладами чого є сувої «Чжень Шан чжай ту» («Кабінет Чжень Шана», 36x107, 8 см, папір, туш, фарби, Шанхайський художній музей) і «Хуй шань ча хуй ту» («Чаювання у прекрасних горах», 21,8 x67, 5 см, папір, фарби, Музей Гугун, Пекін). Друга з картин за змістом перегукується з «Сун ся гуань цюань ту», але відрізняється деталями: двоє друзів показані поруч, на одному березі струмка; ліва частина композиції завершується зображенням павільйону біля краю скелястого плато, що переходить у рівнину. Живопис характеризується інтенсивною, хоча і не строкатою, кольоровою гамою з переважанням відтінків зеленого та коричневого кольору, на тлі яких чітко виділяються фігури у білому одязі.
Улюбленими мотивами пейзажів Вень Чженміна є зображення сосен і кипарисів, оригінально трактовані і майстерно введені в загальний лінійний «візерунок» гірських і деревних форм, як видно на сувої «Гу му хань цюань ту» ("Старі дерева у холодного водоспаду ", 193,6 x59 см, папір, туш, фарби, Національний палацовий музей, Тайбей), композиція якого об'єднана вузьким, як стрічка, водоспадом, що позначає вертикальну вісь і виходить внизу на передній план. В іншому значна частина простору заповнена тонко проробленим і виконаним в зеленувато—коричневій гамі зображенням древньої сосни з могутньою стовбуром і вузлуватим гіллям.
Пейзажі Вень Чженміна творчо поєднують досвід попередників і тому володіють мальовничою новизною і безумовною авторською самобутністю.

## Каліграфія
Величезний вплив на стиль і техніку письма Вень Чженміна мав Шень Чжоу, після смерті якого він став безперечним лідером напрямки У-пай. Вень Чженмін ретельно вивчав творчість Ван Сі-чжи і орієнтувався на стиль Хуан Тін-Цзяня.
Працював у різних стилях, але прославився головним чином у стилі «сіншу» і дрібноформатному статуті. Створив багато версій Цянь Цзи вень («Прописи тисячі ієрогліфів») у почерках чжуаньшу, лішу, кайшу і цаошу, за що отримав прізвисько «Чжао Менфу династії Мін».
Індивідуальна манера склалася в останні десятиліття життя каліграфа. У 1551 році він написав дрібноформатним статутом «Записки з Альтанки Старого Бражника» Оуян Сю. Він міг писати дрібні ієрогліфи абсолютно твердою рукою. Останні твори каліграфа позбавлені зовнішньої привабливості і помітності, досконалий професіоналізм привів до чистоти і бездоганності форм — його риси елегантні, міцні і енергійні, кожна риса міцно утримується на своєму місці і разом з тим включена в загальну енергетичну циркуляцію тексту.
Вень Чжен-хв став засновником власної школи в рамках напрямку У-пай. Його викладацький дар дозволяв учням не ставати сліпими наслідувачами вчителя, а успішно виявляти творчу індивідуальність, як в каліграфії, так і в живопису.